# Трегубова Дар'я Ігорівна
Дар'я Ігорівна Трегубова (нар. 26 березня 1980, Київ) — українська телеведуча, акторка, сценаристка, продюсерка і режисерка.

## Життєпис
Народилася 26 березня 1980 року в Києві. Закінчила спеціалізовану школу № 155 з англійським ухилом. Навчалася в музичній школі по класу фортепіано. Отримала диплом режисера в Інституті кіно і телебачення. З 1998 року працює на телебаченні.
У 2002—2003 роках працювала копірайтеркою у мережевій рекламній агенції «Leo Burnett». Потім у співпраці з агентствами: EuroRSCG, Leo Burnett, Visage і ін., а також з продакшн-студіями: Фільм +, Bluescreen production, ПрофіТВ, Friends production. Створювала сценарії телепрограм, рекламних кампаній, корпоративних фільмів і заходів для компаній: Winner, ТНК, Samsung, MAXwell, Bunge, Bacardi, Noble group, Quintilles, Interpipe і ін.
Була ведучою програми «Ранок з Інтером» на телеканалі «Інтер».
Брала участь в Конкурсі «Пані Україна-2006», завоювала титул 1-а Віце-Пані України.
Працювала креативною продюсеркою і головною редакторкою кінопідрозділу «Сістерз продакшн». Постійна експертка проєкту «Все буде добре», співведуча «Битви екстрасенсів» та інших на каналі СТБ: «Цієї миті рік потому», X-Фактор.
З 2018 року Трегубова з режисером Сергієм Осокіним працює над поетичним проєктом «Даша читає», у якому записує твори українських поетів у власному виконанні.
Від шлюбу з українським бізнесменом має доньку Поліну (2011 р.н.). Захоплюється дайвінгом та мотоциклами.

## Доробок

### Телеведуча
- «СТБ» — «Х-Фактор», 2019
- «СТБ» — «Цієї миті рік потому», 2017
- «СТБ» — постійний експерт проектів «Все буде добре», «Битва екстрасенсів»
- «Новий канал» — «Готуй!», 2012
- «Перший автомобільний» — «ШіCARні історії», 2010—2011
- «Перший національний» — «Легко бути жінкою», 2009—2010
- «Інтер» — «Ранок з Інтером», 2006—2009
- «K2» — «Мій роман»; там же — головний редактор, 2005—2006
- «СТБ» — «Корисна погода», 2003
- «Новий канал» — «Модне здоров'я», 2002.
- «Інтер» — «Від і до», 1998—2000
- «IVK» — «IVK-шанс», 1998

### Дубляж художніх фільмів
- «Дежа-вю»
- «Убити Джона Такера[en]»
- «Суперперці»

### Фільмографія
- 2024 «Містер і місіс Малишки» - Карина
- 2024 «Реванш» - Карина
- 2024 «Продовження роду» - Оля
- 2024 «Зозулі» - Галина, старша сестра
- 2020 «Перші ластівки. Zалежні» — мама Альбіни Харткіпер
- 2020 «Проти течії» - Ольга
- 2020 «Сторонній» — роль Клавдія (Режисер: Дмитро Томашпольский)
- 2020 «Водоверть» — Ольга (Режисер: Павло Мальков)
- 2019 «Перші ластівки» — Тіна Фаркаш (Режисер: Валентин Шпаков)
- 2019 «Сонячний листопад» (Режисер: Олександр Ітигілов (молодший)
- 2019 «Зникла нареченна» — Анна (Режисер: Мая Сомова)
- 2019 «Опікун» — Анна (Режисер: Сергій Борчуков)
- 2019 «Сурогатна мати» — Ольга Коренева
- 2019 «Загадка для Анни» — Анна (Режисер: Олександр Сальников)
- 2018 «Лист помилково» — головна роль (Режисер: Ігор Забара)
- 2018 «Серце Матері» — Тамара Вавилова (Режисер: Олександр Ітигілов (молодший))
- 2018 «Спадкоємиця мимоволі» — (Режисер: Тарас Дудар)
- 2018 «Ідеальний ворог» — Аліна (Режисер: Ігор Москвітін)
- 2018 «Лікар Ковальчук» — Вікторія (Режисери: Єва Стрельнікова, Віра Яковенко)
- 2018 «Прислуга» — Вікторія (Sisters production)
- 2018 «Мій улюблений привид» — Валентина (АВС films)
- 2018 «Чужі рідні» — журналіст (УПС)
- 2018 «Сувенір із Одеси» — Жанна (1+1 production)
- 2017 «Термін давності» — Неллі (Студія Твмайстер)
- 2017 «Коли ми дома. Новая історія» — Зоя (Star Media)
- 2017 «Той, хто не спить» — Зоя (Accel Time Production)
- 2017 «Ментовські війни. Київ» — Віра (1+1 production)
- 2017 «Тато Ден» — Юля (Film.ua)
- 2017 «Сутичка» — Ніна (Victoria film studio)
- 2017 «Перехрестя Вербова» — Бэлла (УПС)
- 2017 «Правило бою» (повний метр) — Марта (гл. роль Good Morning Film)
- 2016 «Забудь мене, мама»! (Стрим-фільм)
- 2016 «Що робить твоя дружина» — Анфіса (Star Media) — у виробництві
- 2016 «Східні солодощі» («Схід-захід») — Тамара (Star Media)
- 2016 «Субота» — Віолета (1+1 production) — у виробництві
- 2016 «Катерина» — Антоніна (Sisters production)
- 2016 «Друге дихання» — Варвара (Star Media)
- 2016 «Гроза над Тихорічям» — Ірина (1+1 production)
- 2016 «Вікно життя» — ведуча Анжела Добронравова («Україна», Film.ua)
- 2015 «Провідник» (Mamas Production) — у виробництві
- 2015 «Ніконов і Ко» («ICTV», Film.ua і Mamas Production)
- 2015 «Диво за розкладом» — Лара (Sisters production)
- 2015 "Слідчі " — Маша Требникова (серія «Вогняна вода» Mamas Production)
- 2014 «Пес» — Жанна (серія «Фальшивомонетники».
- 2014 «Лабораторія любові» — Валерія (гл. роль серії «Золота клітка». Mamas Production)
- 2014 «25 година» — інспектор у справах неповнолітніх (Star Media)
- 2014 «Гречанка» — журналіст (Film.ua)
- 2011—2012 «Брат за брата-2» — журналіст (Star Media)
- 2010 «Лють» (Star Media)
- 2010 «Брат за брата» — журналіст (Star Media)
- 2009 «Її серце» — директор дизайн-бюро (Нова студія)
- 2009 «Як козаки». мюзикл — журналіст («Інтер»).
- 2009 «Вагома підстава для вбивства» — коханка (Нова студія)
- 2008 «Роман вихідного дня» — Людмила (Нова студія)
- 2007 «Дуже новорічне кіно, або Ніч в музеї» («Інтер»)
- 2007 «Кольє для снігової баби» — Даша (Film.ua)
- 2008 «Територія краси» (Film.ua)
- 2006 «Провідник, або Рейки щастя» (ТЕЛЕРОМАН)
- 2006 «Жіночих сліз» (Амедиа)
- 2006, 2007, 2008, 2011, 2012 «Повернення Мухтара» (ProTV)

### Креативний продюсер
- 2018 «Сувенір з Одеси» (Sisters production)
- 2018 «Артистка» (Sisters production)
- 2017 «Танець метелика» (Sisters production)
- 2016 «Катерина» (Sisters production)
- 2016 «Я з тобою» (Sisters production)
- 2015 «Диво за розкладом» (Sisters production)

### Театральні роботи
- Театру без акторів: «Любити або убити? чи трішки порно».